# Laila Andersson-Palme
Laila Elisabeth Andersson, senare Andersson-Palme, född 30 mars 1941 i Lösen, Blekinge, är en svensk operasångare (sopran) och hovsångerska från 1985. Hon har framträtt i ett 100-tal roller med stor bredd på Kungliga Teatern och Drottningholms slottsteater, bland annat Mozartroller, Mimi och Musetta i La Bohème, titelrollen i Madama Butterfly, Freia i Rhenguldet, Gutrune i Ragnarök och Micaëla i Carmen. Titelrollen i Salome var en av henne största framgångar. Hon studerade även in rollen som kejsarinnan i Richard Strauss Die Frau ohne Schatten vid Metropolitan Opera under dirigenten Erich Leinsdorf.

## Biografi
Andersson-Palme studerade för bland andra hovsångerskan Hjördis Schymberg och debuterade på Kungliga Teatern i Stockholm 1963, som Violetta i Verdis La traviata vid Operahögskolans uppsättning, och engagerades omedelbart. Hon pensionerades från Operan säsongen 1995/96 i samband med föreställningar av Elektra och återkom säsongen därefter i Puccinis Tosca. Andersson-Palme har genomfört en mängd framgångsrika gästspel utomlands.
Hon började karriären som lyrisk sopran med en del koloraturroller, bland annat rollerna Susanna i Figaros bröllop, Nattens drottning i Trollflöjten, Konstanze i Enleveringen ur seraljen, Fiordiligi i Così fan tutte, Titelrollen i Madama Butterfly, Mimì och Musetta i La Bohème, titelrollen i Alcina och Leonora i Trubaduren och Gilda i Rigoletto.
Andersson-Palme övergick därefter till mera lyrisk-dramatiska roller som titelrollen i Tosca, titelrollen i Lulu, titelrollen i Jenůfa, Salome och Chrysotemis i Elektra, Violetta i La traviata, Giulietta i Hoffmanns äventyr, Fältmarskalkinnan i Rosenkavaljeren, Amelia i Maskeradbalen och Lady Macbeth i Macbeth. Enligt ett meddelande i Kungliga Teaterns egen annons i Dagens Nyheter och Svenska Dagbladet fick sångerskan tio minuters stående applåder efter Salome på Wiener Staatsoper.
Hon avslutade sin långa karriär med högdramatiska sopranpartier som Brünnhilde i Nibelungens ring, Ortrud i Lohengrin, Venus i Tannhäuser och titelrollen i Richard Strauss Elektra. Ytterst få sångerskor i världen har haft en karriär som spänner mellan hög koloratursopran och dramatisk sopran. (För belysning av ytterligare ett fall av ytterst sällsam röstförvandling, se artikel om den svenska operasångerskan Elsa Larcén.)
Hon var från 1984 gift med skådespelaren Ulf Palme, som avled 1993.

## Priser och utmärkelser
- 1985 – Hovsångerska
- 1992 – Litteris et Artibus
- 1997 – Ledamot nr 913 av Kungliga Musikaliska Akademien

## Gästspel (urval)
- Bern (Tosca)
- Grenoble, Karlsruhe, Deutsche Oper i Berlin (Brünnhilde i Die Walküre och Salome)
- Graz (Abigaille i Nabucco och Salome)
- Gelsenkirchen (Salome)
- Wiener Staatsoper (Salome)
- Rio de Janeiro (Salome)
- Catania (Salome)
- Montréal (Salome och Fidelio)
- Metropoliotan Opera i New York (Salome)
- Washington D.C. (Fidelio)
- Bonn, Oslo (Il Trovatore)
- Helsingfors, Århus (Wagners Nibelungens ring)
- Köpenhamn och Malmö

## Tv-framträdanden i urval
- Scener ur Verdis Macbeth 1983
- Salome i Montréal 1985
- Backanterna i Stockholm 1993

## Filmografi (urval)
- 1993 – Backanterna (tv-teater)

## Teater

### Roller
| År   | Roll          | Produktion                  | Regi         | Teater   |
| ---- | ------------- | --------------------------- | ------------ | -------- |
| 1961 | En tvätterska | Yerma Federico García Lorca | Bengt Ekerot | Dramaten |

## Diskografi
- Lundin, Dag, Havets klockor. Lyrisk svit. OPUS3. OP0001. 2001.
- Amarilli i Händel, Il pastor fido, ”Scherzo in mar la naviella”. Drottningholms slottsteater 1922–1992. Caprice CAP 21512 1993. Svensk mediedatabas.
- Teiresias i Börtz, Backanterna. Caprice CAP 22028:1-2. Även radiosänd. Svensk mediedatabas.
- Opera gala. Kungliga Teaterns orkester och artister. Dirigent Kjell Ingebretsen. Bluebell. 2010. Läst 16 januari 2013.
- Laila Andersson-Palme. Concert 10 april 2003, Kulturum, Stockholm. O. Löpare, piano. Opera- och operettarior. (Privatutgåva). Sedd 2 april 2018.
- Titelrollen i Puccinis Tosca. Med Rolf Björling, Rolf Jupither. Dirigent Kjell Ingebretsen. Kungliga Operan, Stockholm. 14 november 1983. Premiere Opera (USA) 6520-2.
- Titelrollen i Puccinis Tosca. Med Rolf Björling, Erik Saeden. Dirigent: Carlo Fellici Cillario. Kungliga Operan, Stockholm. 20 september 1984. Sterling Records CDA-1837/38.
- Musetta i Puccinis La Boheme. Med Elisabeth Söderström, Gösta Winbergh, Björn Asker. Dirigent: Kjell Ingebretsen Kungliga Operan, Stockholm. Premiere Opera (USA) 2255-2.
- Marzellina i Beethovens Fidelio. Berit Lindholm, Kolbiörn Höiseth, Sigurd Björling, Rolf Jupither. Dirigent: Stig Westerberg. Kungliga Operan, Stockholm. 1965. House of Opera CD4108.
- Brünnhilde i Wagners Die Walküre. Deutsche Oper, Berlin, 29 oktober 1986. Dirigent Heinrich Hollreiser. House of Opera CD84332.
- Brünnhilde i Wagners Götterdämmerung. Den Jyske Opera, Aarhus, 6 september 1987. Dirigent Francesco Cristofoli. Sterling CDA-1813/1816-2. 4 CD. 2018. Svensk mediedatabas.
- From Queen of the Night to Elektra. Opera arias songs and Lieder. Sterling CDA-1806/1807-2. 2 CD. 2015.Svensk mediedatabas.
- Boldemann, Laci, Svart är vitt - sa kejsaren. Dirigent: Per Åke Andersson. Kungliga Operan, Stockholm. 1965. Sterling CDA-111/12-2. 2 CD. 2017. Svensk mediedatabas.